# Taksija
Taksija (iz grščine τάξις, taxis - »razporeditev«) je usmerjeno premikanje gibljivega organizma v odziv na dražljaj. Če je premikanje usmerjeno proti viru dražljaja, je to pozitivna taksija, v nasprotnem primeru pa je negativna. Gre za prirojen vedenjski vzorec, katerega funkcija je premik organizma proti območju, kjer so ugodnejši pogoji za njegovo preživetje. Pogosto je zveza posredna, denimo ličinke muh se pred zabubljenjem premaknejo stran od vira svetlobe, s čimer najdejo temne kotičke, kjer je okolje dovolj vlažno in mirno za njihov razvoj.
Glede na čutilni mehanizem, odgovoren za to vedenje, ločimo tri osnovne tipe taksije:
- telotaksija je premikanje v odziv na prisotnost oddaljenega predmeta (orientirja) v prostoru, ki ga organizem zazna s kompleksnim čutilom, na primer očesom.
- tropotaksija temelji na primerjavi jakosti dražljaja med parnimi čutilnimi organi, razporejenimi na različnih straneh telesa. Kadar se zaznana jakost razlikuje, se organizem obrača v smeri močnejše (pri pozitivni taksiji) ali šibkejše zaznave (pri negativni taksiji) toliko časa, da se izenačita.
- klinotaksija je najpreprostejša oblika, za katero je dovolj eno neparno čutilo, temelji na zaporednem primerjanju jakosti dražljaja z različnih položajev.

Nekateri etologi uvrščajo pod taksijo tudi soroden tip vedenja, pri katerem organizem izvaja naključne obrate toliko časa, dokler ga premikanje ne pripelje v ugodno okolje (v smislu dovoljšnje vlažnosti, ustrezne osvetljenosti ipd.). Tej vrsti vedenja natančneje pravimo kineza, saj ne gre za usmerjeno premikanje, čeprav je končni rezultat usmerjen. Razlikujemo tudi tropizem, ki je obračanje pritrjenih organizmov proti viru dražljaja ali stran od njega, na primer pri rasti rastlin.

## Razdelitev po tipu dražljaja
Glede na tip fizikalne količine, po kateri se organizem orientira, ločimo med drugim:
- fonotaksija - zvok
- fotohorotaksija oz. fotohoramotaksija - barva ali svetlobni vzorec
- fototaksija - svetloba
- galvanotaksija oz. elektrotaksija - električno polje
- geomagnetotaksija - magnetno polje
- geotaksija oz. gravitaksija - težnost
- hidrotaksija oz. higrotaksija - vlažnost
- kemotaksija - koncentracija snovi
  - oksitaksija - koncentracija kisika
- reotaksija - vodni tok
- termotaksija - temperatura